# Gedahiguthi
Gedahiguthi – gaun wikas samiti w środkowej części Nepalu  w strefie Narajani w dystrykcie Rautahat. Według nepalskiego spisu powszechnego z 2001 roku liczył on 555 gospodarstw domowych i 3535 mieszkańców (1701 kobiet i 1834 mężczyzn).